# GeForce 2-serie
De GeForce2 (Codenaam NV15) was de tweede generatie van GeForce videokaarten gemaakt door NVIDIA. Het was de opvolger van de GeForce 256.
De GeForce2 werd geïntroduceerd in 2000 en werd een jaar later opgevolgd door de GeForce 3-serie van grafische processors.

## Modellen
| Naam Kaart       | Codenaam  | Kern Kloksnelheid | Geheugen Kloksnelheid | Bandbreedte | Pixel Pipelines | Bus Type | Bus Breedte | Interface |
| ---------------- | --------- | ----------------- | --------------------- | ----------- | --------------- | -------- | ----------- | --------- |
| GeForce 2 MX 100 | NV11      | 143 MHz           | 166 MHz               | 0,6 GB/s    | 2               | SDR      | 32 Bit      | AGP/PCI   |
| GeForce 2 MX 200 | NV11      | 175 MHz           | 166 MHz               | 1,2 GB/s    | 2               | SDR/DDR  | 64 Bit      | AGP/PCI   |
| GeForce 2 MX     | NV11      | 175 MHz           | 166 MHz               | 2,7 GB/s    | 2               | SDR      | 128 Bit     | AGP/PCI   |
| GeForce 2 MX 400 | NV11      | 200 MHz           | 183 MHz               | 2,9 GB/s    | 2               | SDR/DDR  | 128/64 Bit  | AGP/PCI   |
| GeForce 2 GTS    | NV15      | 200 MHz           | 166 MHz               | 5,3 GB/s    | 4               | DDR      | 128 Bit     | AGP       |
| GeForce 2 Pro    | NV15      | 200 MHz           | 200 MHz               | 6,4 GB/s    | 4               | DDR      | 128 Bit     | AGP       |
| GeForce 2 Ti     | NV15      | 250 MHz           | 200 MHz               | 6.4 GB/s    | 4               | DDR      | 128 Bit     | AGP       |
| GeForce 2 Ultra  | NV15/NV16 | 250 MHz           | 230 MHz               | 7,4 GB/s    | 4               | DDR      | 128 Bit     | AGP       |

## Concurrerende chipsets
- 3dfx Voodoo 5
- ATI Radeon
- PowerVR Series 3 (Kyro)